# Chiesa di Sant'Ambrogio (Blenio)
La chiesa di Sant'Ambrogio è un edificio religioso tardobarocco che si trova a Dangio, nel territorio di Blenio.

## Storia
Sebbene la prima menzione dell'edificio risalga al 1567, il suo aspetto si deve per lo più alle modifiche operate nel 1742, quando la chiesa assunse dimensioni più imponenti e fu dotata di volta a botte e coro. Nel 1953 Attilio Balmelli ed Emilio Ferrazzini realizzarono sul fianco sinistro della chiesa un San Cristoforo. Nel 1978 e nel 2003 la chiesa fu restaurata.